# Klisure Čude
Klisure Čude u mjestu Čude kod Olova sastoje se od tri dijela koja imaju ukupnu dužinu 1100 metara. Prva, klisura Stijena se okomito obrušava u rijeku Stupčanicu. Glavna klisura koja se nalazi 1,5 km od prve naziva se Čude-Klam. Dio ove klisure pod nazivom Srihin je dijelom potpuno gol i okomit, a dug je otprilike 350 i visok preko 200 metara. Tristotinjak metara dalje nalazi se klisura Veliki Srihin koja je duga 400, a visoka preko 200 metara. Na njenim stranama nema nikakvog drveća. U stijenama ove klisure nalazi se ulaz u pećinu do kojeg je moguće doći samo uz upotrebu posebne opreme.
Klisure Čude su rezervat prirodnih predjela.